# Distribució de Poisson mixta
Una distribució de Poisson mixta és una distribució de probabilitat discreta univariada en estocàstica. Resulta d'assumir que la distribució condicional d'una variable aleatòria, donat el valor del paràmetre de taxa, és una distribució de Poisson, i que el paràmetre de taxa en si es considera una variable aleatòria. Per tant, és un cas especial d'una distribució de probabilitat composta. Les distribucionsde Poisson mixtes es poden trobar a les matemàtiques actuarials com a enfocament general per a la distribució del nombre de reclamacions i també s'examinen com a model epidemiològic. No s'ha de confondre amb la distribució composta de Poisson o el procés compost de Poisson.

## Definició
Una variable aleatòria X satisfà la distribució mixta de Poisson amb densitat π(λ) si té la distribució de probabilitat
{\displaystyle \operatorname {P} (X=k)=\int _{0}^{\infty }{\frac {\lambda ^{k}}{k!}}e^{-\lambda }\,\,\pi (\lambda )\,\mathrm {d} \lambda .}
Si denotem les probabilitats de la distribució de Poisson per qλ (k), aleshores
{\displaystyle \operatorname {P} (X=k)=\int _{0}^{\infty }q_{\lambda }(k)\,\,\pi (\lambda )\,\mathrm {d} \lambda .}